# Jean-Marie Le Pen
Jean-Marie Le Pen (født 20. juni 1928, død 7. januar 2025) var en højreorienteret, fransk politiker, der i 1973 grundlagde partiet Front National.

## Biografi
Han er søn af fiskeskipper Jean Le Pen og dameskrædder Anne-Marie Hervé. Hele hans familie hører hjemme i det sydlige Bretagne (departementet Morbihan). Ordet pen er bretonsk og betyder "hoved". Den bretonske herkomst har givet ham tilnavnet "Menhir" (bretonsk = "bautasten").

## Politik
Jean-Marie Le Pens ideologier var nationalisme, nationalkonservatisme og konservatisme.
Han grundlagde sit parti, Front National (national front), som et modtræk mod den stigende socialisering af det franske samfund. Jean-Marie Le Pen har siden partiets oprettelse været dets formand og gentagne gange præsidentkandidat. I 2007 kom han på 3. pladsen for det fjerdestørste parti. Hans datter var kandidat ved valget i 2012.
Blev tiltalt og dømt for at kalde gaskamrene i Nazisternes KZ-lejre for en detalje.

### Mærkesager
- Genindførelse af dødsstraf
- Fransk udmeldelse af EU
- Censur på kunst (socialistisk kunst)
- Stærkt skærpet udenrigspolitik
- Nationalisering af større virksomheder (Citroën, Nestlé etc.)
- Styrket fransk hær, med langt større aktivitet (Bekæmpelse af terror – specielt islamisme)
- Fransk forret til boliger og arbejde
- Større støtte til store børnefamilier
- Folkeafstemning om abort